# 劍狀棘蟾鮟鱇
劍狀棘蟾鮟鱇（学名：Spiniphryne gladisfenae），又名深海鮟鱇，为輻鰭魚綱鮟鱇目棘茄魚亞目夢角鮟鱇科棘蟾鮟鱇屬下的一个种，為深海魚類，分布於大西洋海域，棲息深度1950-1955公尺，雌魚體長可達10.5公分，生活習性不明，不具任何經濟價值。